# Edward Lee Johnson
Edward Lee Johnson, més conegut com a Ed Johnson (Atlanta, Geòrgia, 17 de juny de 1944 - 5 d'abril de 2016), va ser un jugador i entrenador de bàsquet nord-americà. Amb 2.03 metres d'alçada, jugava en la posició de pivot.
Va jugar durant tres temporades amb els Tigers de la Universitat Estatal de Tennessee. Tot i que va ser draftjeat l'any 1968 pels Seattle Supersonics no arribaria a jugar a l'NBA, però si durant cinc temporades en l'ABA. Després prosseguiria la seva carrera com a jugador a Europa durant 7 anys, jugant durant 6 anys en equips catalans: Bàsquet Manresa, Club Joventut de Badalona i Club Bàsquet Mollet, i un any en el bàsquet francès, jugant al Bagnolet. En la seva primera temporada al Joventut va guanyar la Lliga Espanyola.
Després de retirar-se va començar a entrenar i va formar part del cos tècnic del FC Barcelona, juntament amb Nino Buscató, quan el primer equip estava a les ordres d'Antoni Serra. Després es va instal·lar a Gijón, on va residir durant 27 anys amb la seva dona, i va esdevenir una figura clau en el bàsquet asturià. Va entrenar al desaparegut Gijón Bàsquet en les temporada 1984-1985 i la 1988-1989. Posteriorment, seria segon entrenador entre 1998-2000. En aquests anys treballaria amb un jove Luis Scola, llavors donant els primers passos en el professionalisme cedit pel Saski Baskonia a Gijón. El 2012, després de residir durant 39 anys a Espanya torna als Estats Units amb les seves filles, Addie i Allison, i la seva dona Isabel. Mor a l'any 2016 als 71 anys.